# In Paris
In Paris è un album raccolta di Lee Konitz e di Bob Brookmeyer pubblicato dalla Vogue Records nel 1995.
Si tratta di due sessions parigine differenti, i primi undici brani registrati dal quintetto di Lee Konitz, mentre i rimanenti quattro brani
riguardano delle registrazioni eseguite dal gruppo di Bob Brookmeyer (il quale utilizza gli stessi due musicisti, Henri Renaud e Jimmy Gourley delle
sessions precedenti di Lee Konitz).

## Tracce
1. I'll Remember April – 4:12 (Gene DePaul, Patricia Johnston, Don Raye) – Registrato il 17 settembre 1953 a Parigi (Studio Jouvenet) Francia
2. I'll Remember April – 3:24 (Gene DePaul, Patricia Johnston, Don Raye) – Registrato il 17 settembre 1953 a Parigi (Studio Jouvenet) Francia
3. I'll Remember April – 3:03 (Gene DePaul, Patricia Johnston, Don Raye) – Registrato il 17 settembre 1953 a Parigi (Studio Jouvenet) Francia
4. I'll Remember April – 3:05 (Gene DePaul, Patricia Johnston, Don Raye) – Registrato il 17 settembre 1953 a Parigi (Studio Jouvenet) Francia
5. I'll Remember April – 3:21 (Gene DePaul, Patricia Johnston, Don Raye) – Registrato il 17 settembre 1953 a Parigi (Studio Jouvenet) Francia
6. You'd Be so Nice to Come Home To – 2:35 (Cole Porter) – Registrato il 17 settembre 1953 a Parigi (Studio Jouvenet) Francia
7. All the Things You Are – 3:16 (Oscar Hammerstein II, Jerome Kern) – Registrato il 17 settembre 1953 a Parigi (Studio Jouvenet) Francia
8. All the Things You Are – 3:16 (Oscar Hammerstein II, Jerome Kern) – Registrato il 17 settembre 1953 a Parigi (Studio Jouvenet) Francia
9. All the Things You Are – 3:35 (Oscar Hammerstein II, Jerome Kern) – Registrato il 17 settembre 1953 a Parigi (Studio Jouvenet) Francia
10. These Foolish Things – 2:30 (Harry Link, William Engvick, Earle Warren) – Registrato il 17 settembre 1953 a Parigi (Studio Jouvenet) Francia
11. These Foolish Things – 2:36 (Harry Link, William Engvick, Earle Warren) – Registrato il 17 settembre 1953 a Parigi (Studio Jouvenet) Francia
12. 9:20 Special – 6:39 (Duke Ellington, William Engvick, Earle Warren) – Registrato il 5 giugno del 1954 a Parigi, Francia
13. I Never Knew – 4:20 (Gus Kahn, Ted Fio Rito) – Registrato il 5 giugno del 1954 a Parigi, Francia
14. Steeplechase – 6:40 (Charlie Parker) – Registrato il 5 giugno del 1954 a Parigi, Francia
15. Lover Man – 3:53 (Jimmy Davis, Ram Ramirez, Jimmy Sherman) – Registrato il 5 giugno del 1954 a Parigi, Francia

## Musicisti
Nei brani 01, 02, 03, 04, 05, 06, 07, 08, 09, 10 & 11
- Lee Konitz - sassofono alto
- Henri Renaud - pianoforte
- Jimmy Gourley - chitarra
- Don Bagley - contrabbasso
- Stan Levey - batteria

Nei brani 12, 13, 14 & 15
- Bob Brookmeyer - trombone
- Henri Renaud - pianoforte
- Jimmy Gourley - chitarra
- Red Mitchell - contrabbasso
- Frank Isola - batteria